# Eubasilissa signata
Eubasilissa signata är en nattsländeart som beskrevs av Wiggins 1998. Eubasilissa signata ingår i släktet Eubasilissa och familjen broknattsländor. Inga underarter finns listade i Catalogue of Life.